# Домашний чемпионат Великобритании 1907
Домашний чемпионат Великобритании 1907 (англ. 1907 British Home Championship) или «Домашний международный чемпионат 1907» (англ. 1907 Home International Championship) — двадцать четвёртый розыгрыш Домашнего чемпионата Великобритании, футбольного турнира с участием сборных четырёх стран Великобритании (Англии, Шотландии, Уэльса и Ирландии). Победителем соревнования впервые стала сборная Уэльса.
Турнир начался 16 февраля 1907 года с победы англичан над ирландцами с минимальным счётом. 23 февраля валлийцы обыграли ирландцев со счётом 3:2. 4 марта сборная Уэльса с минимальным счётом победила шотландцев и возглавила турнирную таблицу. 16 марта шотландцы разгромили ирландцев со счётом 3:0. Два дня спустя англичане сыграли с валлийцами вничью со счётом 1:1. 6 апреля в матче между сборными Англии и Шотландии победитель выявлен не был, в результате чего турнир выиграли валлийцы.

## Турнирная таблица
| Поз | Команда   | И | В | Н | П | МЗ | МП | РМ | О |
| --- | --------- | - | - | - | - | -- | -- | -- | - |
| 1   | Уэльс (Ч) | 3 | 2 | 1 | 0 | 5  | 3  | +2 | 5 |
| 2   | Англия    | 3 | 1 | 2 | 0 | 3  | 2  | +1 | 4 |
| 3   | Шотландия | 3 | 1 | 1 | 1 | 4  | 2  | +2 | 3 |
| 4   | Ирландия  | 3 | 0 | 0 | 3 | 2  | 7  | −5 | 0 |

## Результаты матчей
| Англия      | 1:0     | Ирландия |
| ----------- | ------- | -------- |
| Хардман 53′ | (отчёт) |          |

| Ирландия                   | 2:3     | Уэльс                                        |
| -------------------------- | ------- | -------------------------------------------- |
| - О’Хейган 10′ - Слоан 80′ | (отчёт) | - Д. Моррис 12′ - Мередит 78′ - Л. Джонс 83′ |

| Уэльс         | 1:0     | Шотландия |
| ------------- | ------- | --------- |
| Г. Моррис 50′ | (отчёт) |           |

| Шотландия                                    | 3:0     | Ирландия |
| -------------------------------------------- | ------- | -------- |
| - О’Рурк 40′ - Уокер 48′ - Томсон 82′ (пен.) | (отчёт) |          |

| Англия      | 1:1     | Уэльс        |
| ----------- | ------- | ------------ |
| Стьюарт 62′ | (отчёт) | Л. Джонс 25′ |

| Англия     | 1:1     | Шотландия          |
| ---------- | ------- | ------------------ |
| Блумер 42′ | (отчёт) | Кромптон 2′ (авт.) |

## Чемпион
| Чемпион Великобритании 1907 |
| Уэльс Первый титул          |